# إيزومي-كو، يوكوهاما

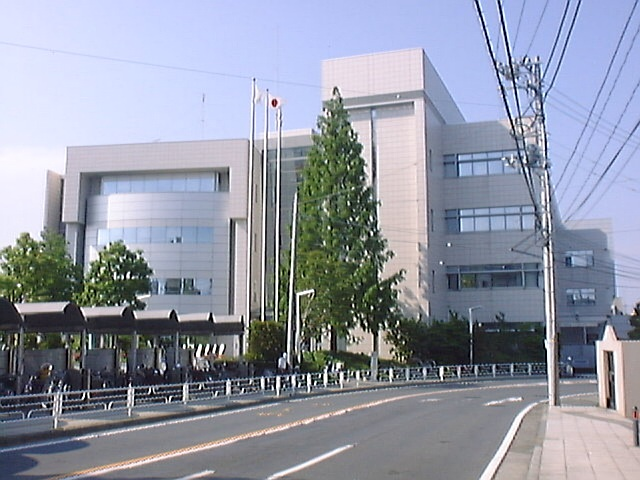
مكتب بلدية إيزومي

إيزومي-كو (باليابانية:泉区) (بالإنجليزية:Izumi-ku)، هي حي ياباني في مدينة يوكوهاما، عدد سكانها 155,674 نسمة حسب إحصاء سنة 2010.

## الموقع الخارجي
- Izumi Ward Office